# Fumi Matsuda
Fumi Matsuda (japonais : 松田 扶美), née le 21 février 1943 à Sapporo, est une danseuse, chorégraphe, enseignante et autrice japano-suisse. 
Elle vit et travaille à Zurich depuis 1974.

## Biographie
Fumi Matsuda suit une formation de professeur de gymnastique et de danse dans les universités de Sapporo et de Tokyo. Elle y suit par exemple le cours de "Modern Creative Dance" avec le professeur Takaya Eguchi, disciple de Émile Jaques-Dalcroze et de Mary Wigman.
Elle déménage à Zurich en 1973 où elle découvre les cours d'improvisation de Claude Perrottet. Elle suit ensuite une formation complémentaire en danse au Laban Art of Movement Center ainsi que les stages d'été de Sigurd Leeder à Herisau.
De 1977 à 1979, elle est membre de l'ensemble de danse Choreo 77 où elle est initiée à la technique Graham par Evelyn Rigotti. 
En 1983, elle fonde le groupe Tanztheater Fumi Matsuda au sein duquel ont travaillé Muriel Bader, Salome Schneebeli et Margit Huber.

## Œuvres

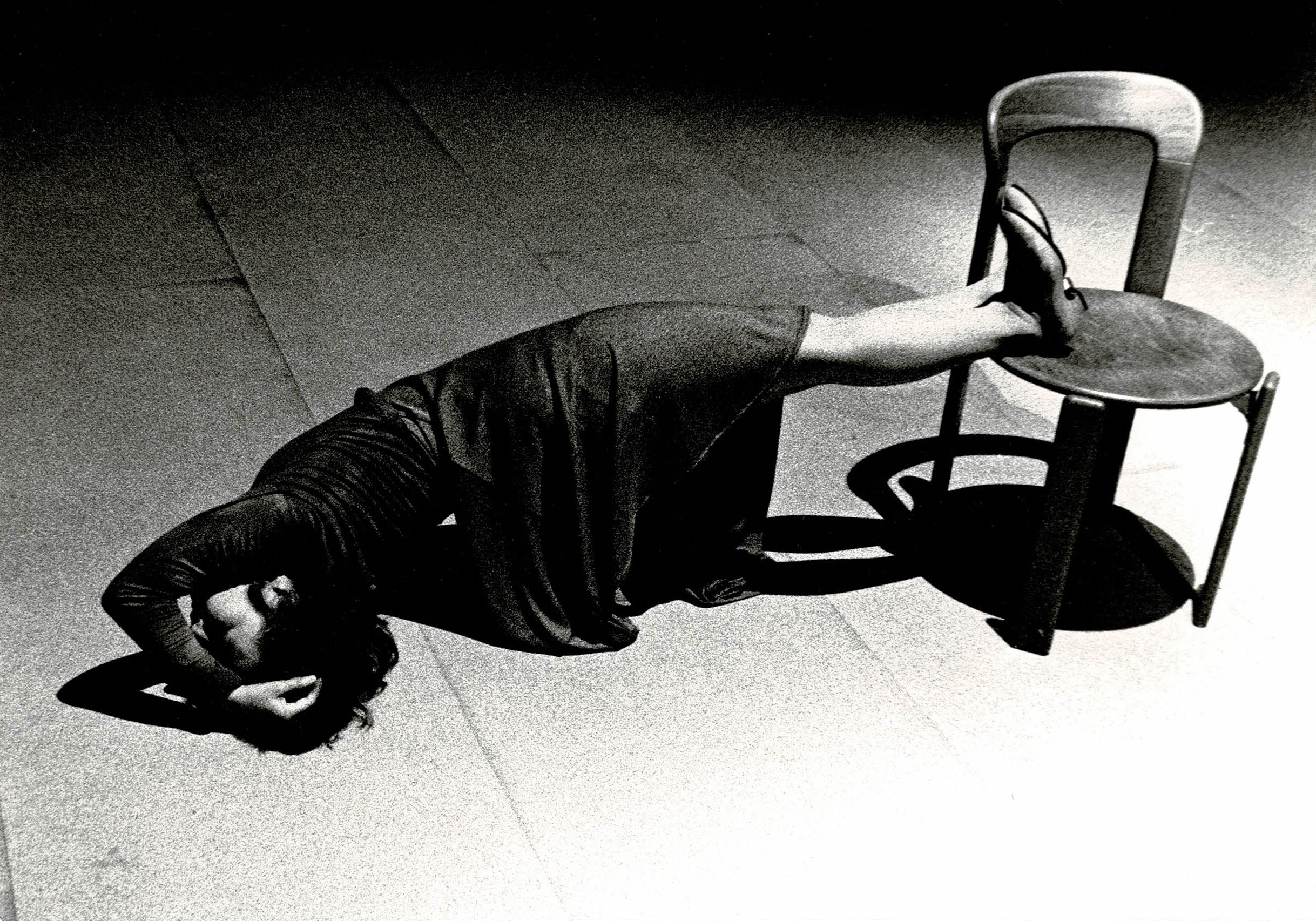
Théâtre de danse Fumi Matsuda

- Auf heissen Sand[4]. Solo
- Schrei[4]. Solo
- Punkt...Kreis.... Linie[4]. Solo

## Prix et récompenses
- 2003 : Prix suisse de danse et de chorégraphie

### Interview
- (de-CH) « Interview mit Fumi Matsuda » [vidéo], sur performing-arts.ch, 1er décembre 2014 (consulté le 9 juillet 2023)